# Chlamydochaera
Genre
Chlamydochaera est un genre monotypique de passereaux de la famille des Turdidés. Il est endémique de l'île de Bornéo.

## Liste des espèces
Selon la classification de référence du Congrès ornithologique international (version 8.1, 2018) :
- Chlamydochaera jefferyi Sharpe, 1887 — Cochoa de Bornéo, Chlamydochère à poitrine noire, Chlamydochère de Bornéo, Grive de Bornéo